# Чопра, Рави
Рави́ Чо́пра (англ. Ravi Chopra, хинди रवि चोपड़ा, 27 сентября 1946, Бомбей — 12 ноября 2014, Мумбаи) — индийский кинорежиссёр
, кинопродюсер и сценарист.

## Биография
Рави Чопра начинал свою карьеру в качестве помощника отца — кинорежиссёра Балдева Раджа Чопры — в таких фильмах, как «История любви» (1972) и «Туман» (1973). Также был помощником своего дяди — режиссёра Яша Чопры — в фильме «Ittefaq» (1969).
Его режиссёрский дебют состоялся в 1975 году с фильмом «Раскаяние», произведённом семейной компанией B.R. Fims.
Наиболее известные работы Рави Чопры: в качестве режиссёра — исторический телесериал «Махабхарата» (1988—1990), художественные кинофильмы «Любовь и предательство» (2003), «Папа» (2006), в качестве продюсера — «Призрак виллы Натхов» (2008), в качестве сценариста — фильм «Папа» (2006).
Также является режиссёром исторических мини-сериалов «Рамаяна» (Ramayan) (2002) и готовящегося к выходу «Васудев Кришна» (Vasudev Krishna) (2014—2015).
23 октября 2012 года Рави Чопре был поставлен диагноз рак лёгких. В результате болезни скончался 12 ноября 2014 года в больнице в Мумбаи в возрасте 68 лет, оставив после себя жену и троих детей.

## Семья
- Балдев Радж Чопра (1914—2008) — отец, кинопродюсер, кинорежиссёр.
- Рену Чопра (Renu Chopra) — жена[4][5].
- Капил Чопра — старший сын[6].
- Абхай Чопра — младший сын[6].
- Яш Чопра (1932—2012) — дядя, кинорежиссёр, кинопродюсер.
- Адитья Чопра (род. 1971) — двоюродный брат, кинопродюсер, кинорежиссёр.
- Удай Чопра (род. 1974) — двоюродный брат, актёр.

## Частичная фильмография
Кинематограф
- 1975 — Раскаяние / Zameer — режиссёр
- 1978 — Клянусь головой / Tumhari Kassam — режиссёр
- 1980 — Пылающий поезд / The Burning Train — режиссёр, сценарист
- 1983 — Чернорабочий / Mazdoor — режиссёр
- 1984 — Мой голос  / Aaj Ki Awaz — режиссёр
- 1986 — Долг / Dahleez — режиссёр
- 1991 — Обещание / Pratigyabadh — режиссёр
- 2003 — Любовь и предательство / Baghban  — режиссёр
- 2006 — Папа / Baabul — режиссёр, сценарист
- 2008 — Призрак виллы Натхов / Bhoothnath — продюсер

Телевидение
- 1988—1990 — Махабхарата / Mahabharat (мини-сериал) — режиссёр
- 2002 — Рамаяна / Ramayan — режиссёр
- 2014—2015 — Васудев Кришна / Vasudev Krishna — режиссёр